# Zespół Szkół Samochodowych w Poznaniu
Zespół Szkół Samochodowych im. inż. Tadeusza Tańskiego w Poznaniu – zespół szkół w Poznaniu, w jednostce obszarowej SIM Osiedle Piastowskie, na Ratajach, powstały w 1958 roku, w skład którego wchodzą:
- Technikum Samochodowe
- Branżowa Szkoła I stopnia nr 9
- Branżowa Szkoła II stopnia nr 3

## Historia
- 1958 – otwarcie dwóch pierwszych oddziałów Zasadniczej Szkoły Samochodowej przy ul. Dzierżyńskiego 352 (obecna ul. 28 Czerwca 1956 r.).
- 1961 – przeniesiono siedzibę szkoły do budynku Liceum Ogólnokształcącego nr 9 przy ul. Łozowej 77.
- 1962 – przeniesiono siedzibę szkoły na ul. Różaną.
- 1963 – przeniesiono siedzibę szkoły na ul. Jesionową. Otwarcie dwóch pierwszych oddziałów Technikum Samochodowego 5-letniego.
- 1964 – wmurowano akt erekcyjny w budynku nowej szkoły, na terenie likwidowanej cegielni przy ul. Rataje 142.
- 1967 – otwarto Technikum Samochodowego 3-letniego na podbudowie Zasadniczej Szkoły Samochodowej.
- 1975 – zmiana nazwy Zespołu Szkół Zawodowych nr 7 w Poznaniu na Zespół Szkół Samochodowych w Poznaniu.
- 2020 - śmierć wicedyrektora mgr inż. Przemysława Polowczyka[2]

## Kierunki kształcenia
Technikum
- technik pojazdów samochodowych

Branżowa Szkoła I stopnia nr 9
- mechanik pojazdów samochodowych
- elektromechanik pojazdów samochodowych
- kierowca mechanik

Branżowa Szkoła II stopnia nr 3
- technik pojazdów samochodowych